# 首罗犀那语
首罗犀那语是一种中古印度-雅利安语与戏剧普拉克利特语。首罗犀那语是中世纪印度北部戏剧所用的主要语言，大部分语料的时代约是3至10世纪，与其他戏剧普拉克利特语有共同的底层，也很相近。这种语言可能来自公元前2世纪首罗犀那国的口语。
首罗犀那语可能是普拉克里特诸语言中最接近古典梵语的，“来自中央之地的古印度-伊朗方言，后者也是古典梵语的基础。”:3-4其后代有印地语区的多种语言，是现代印度-伊朗语区的中心区。